# Letras ao Brasil
Letras ao Brasil är ett musikalbum från 2009 där Miriam Aïda sjunger kända svenska visor på portugisiska. De ganska fria översättningarna är gjorda av Guilem Rodrigues da Silva.

## Låtlista
1. Livraria mágica/Violen från Flen (Ulf Peder Olrog/Guilem Rodrigues da Silva) – 2:49
2. Quem/Vem (Olle Adolphson/Guilem Rodrigues da Silva) – 3:34
3. Existe uma terra ao longe/Det ligger ett land långt borta (Olle Adolphson/Guilem Rodrigues da Silva) – 4:00
4. Canção do outono/Höstvisa (Erna Tauro/Tove Jansson/Guilem Rodrigues da Silva) – 4:16
5. Uma valsa vadia/En valsmelodi (Lille Bror Söderlundh/Nils Ferlin/Guilem Rodrigues da Silva) – 3:47
6. A felicidade e o amor/När lyckan mötte kärleken (Vivian Myhrwold-Lassen/Nils Ferlin/Guilem Rodrigues da Silva) – 3:08
7. Com olhos sensiveis ao verde/Ögon känsliga för grönt (Nils Hansén/Barbro Hörberg/Guilem Rodrigues da Silva) – 4:03
8. Cristal tão fino/Kristallen den fina (Trad/Etel Frota) – 4:59
9. Canção do imigrante/Emigrantvisa (Trad/Guilem Rodrigues da Silva) – 4:03
10. Natal/När det lider mot jul (Ruben Liljefors/Jeanna Oterdahl/Guilem Rodrigues da Silva) – 3:02
11. A última sambista/Den sista jäntan (Povel Ramel/Guilem Rodrigues da Silva) – 3:12
12. Jag har bott vid en landsväg (Alvar Kraft/Charles Henry) – 2:35

## Medverkande
- Miriam Aïda – sång
- Mats Andersson – gitarr, kör
- Mats Ingvarsson – kör
- Ola Bothzén – slagverk
- Filip Runesson – bandolin
- Håkan Hardenberger – trumpet
- Martin Persson – accordion

## Mottagande
Skivan fick ett gott mottagande när den kom ut med ett genomsnitt på 4,0/5 baserat på fem recensioner.